# Wilhelm av Wied (1845–1907)
Wilhelm av Wied (fullständigt namn Wilhelm Adolph Maximilian Carl [alt. Karl?], 5. Fürst zu Wied), född den 22 augusti 1845 i Neuwied, död där den 22 oktober 1907, var en tysk furste, militär och politiker.
Wilhelm var äldste son till Hermann, 4:e furste av Wied och dennes hustru Marie av Nassau-Weilburg. Efter sin fars död 1864 ärvde han titeln furste av Wied, vilken han var den femte innehavaren av.

## Militär karriär
Som så många tyska furstligheter tjänstgjorde Wilhelm i ungdomen i armén, där han 1866 blev löjtnant vid 2:a arméns generalstab. Tre år senare utnämndes han till major "à la suite" (det vill säga som en hederstitel utan motsvarande faktisk tjänsteställning) och deltog 1870-1871 i fransk-tyska kriget. Han var därefter fram till 1897 militärinspektör över den frivilliga fältsjukvården. 1893 utnämndes han till general vid det preussiska infanteriet, även detta dock "à la suite".

## Politiskt engagemang
Wilhelm av Wied innehade ett flertal höga politiska uppdrag. 1875-1886 var han lantdagsmarskalk (talman) i Rhenprovinsens provinsiallantdag, och innehade 1888-1894 och 1899-1901 åter motsvarande uppdrag, nu dock (till följd av en reformering av lantdagen) endast under titeln Vorsitzender. Från 1878 var han även ledamot av det preussiska Herrenhaus (lantdagens överhus) och var 1897-1903 även dess talman (Präsident).
I de politiska frågorna engagerade sig Wilhelm av Wied särskilt i Tysklands koloniala expansion. Han var 1891-1892 ordförande i den tyska antislaverikommittén, vilken finansierade forskningexpeditioner till Afrika, och var från 1897 medlem av det 1890 inrättade tyska kolonialrådet. Vidare engagerade han sig i den tyska flottans uppbyggnad och var från 1898 ordförande för den då nyinstiftade opinionsskapande Deutscher Flottenverein, ett uppdrag han innehade fram till 1901.

## Utmärkelser
Furst Wilhelm var rättsriddare i preussiska Johanniterorden och riddare av såväl preussiska Svarta örns orden som av svenska Serafimerorden. Han utsågs 1893 till filosofie hedersdoktor vid Rheinische Friedrich-Wilhelms-Universität i Bonn.

## Familj

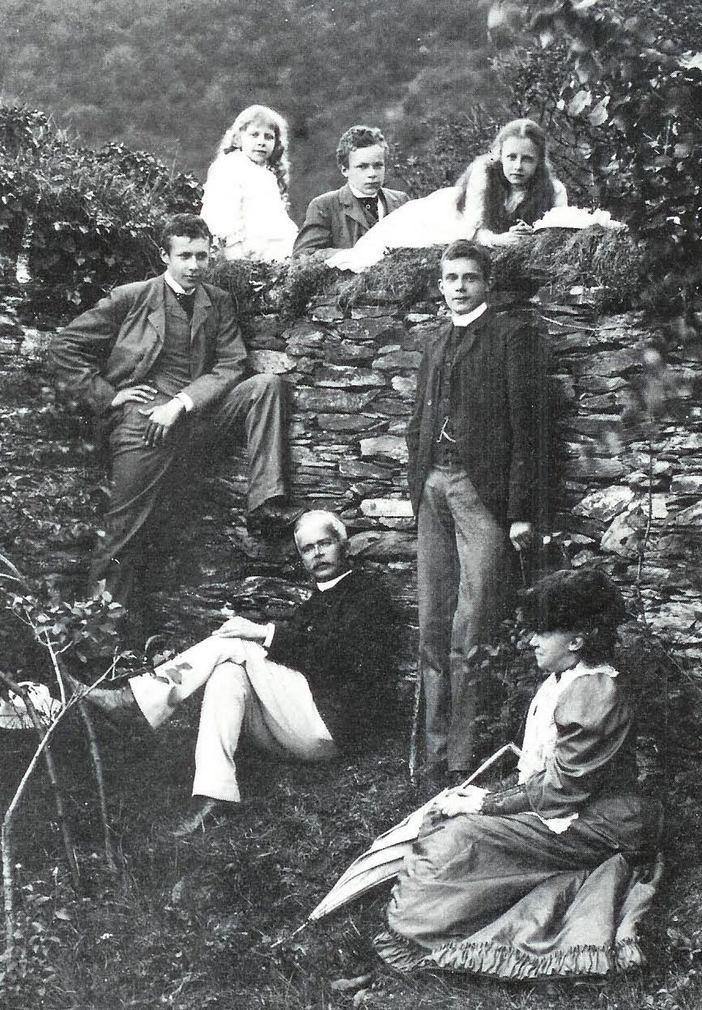
Wilhelm av Wied med sin familj omkring 1890.

Wilhelm av Wied ingick den 18 juli 1871 äktenskap med prinsessan Marie av Nederländerna (1841–1910), dotter till prins Fredrik av Nederländerna och Luise av Preussen. Marie var en yngre syster till den svenske kungen Karl XV:s hustru Lovisa av Nederländerna. I äktenskapet, som anses ha varit lyckligt, föddes sex barn:
- Friedrich Wilhelm Hermann Otto Karl (1872–1945), från 1907 6:e furste av Wied
- Wilhelm Alexander Friedrich Carl Hermann (1874–1877), prins av Wied
- Wilhelm Friedrich Heinrich (1876–1945), prins av Wied och 1914 furste av Albanien
- Wilhelm Friedrich Adolph Hermann Victor (1877–1946), prins av Wied, tysk ambassadör i Sverige 1933–1943.
- Wilhelmine Friederike Auguste Alexandrine Marie Elisabeth Luise (1880–1965), prinsessa av Wied
- Wilhelmine Auguste Friederike Marie Louise Elisabeth (1883–1938), prinsessa av Wied